# William Goetz
William B. "Bill" Goetz (Filadélfia, 24 de março de 1903 - Los Angeles, 15 de agosto de 1969) foi um produtor e executivo estadunidense. Ele foi um dos fundadores da Twentieth Century Pictures, mais tarde renomeada 20th Century Fox. Goetz atuou como vice-presidente da Fox e mais tarde se tornou o chefe de produção da Universal-International.

## Carreira
Em 1932, Goetz com ajuda de seu sogro, Louis B. Mayer, tornou-se parceiro de Joseph Schenck, ex-presidente da United Artists, e Darryl F. Zanuck, da Warner Bros., que juntos criaram a Twentieth Century Pictures. Zanuck foi nomeado presidente e Goetz atuou como vice-presidente. O seu filme de 1934, A Casa de Rothschild, foi indicado ao Oscar de Melhor Filme. Em 1935, a Twentieth Century Pictures comprou a Fox Films financeiramente sem recursos para criar a 20th Century Fox.
Goetz atuou como vice-presidente da 20th Century Fox, mas em 1942, assumiu o estúdio temporariamente quando Zanuck, um veterano da Primeira Guerra Mundial, se juntou ao exército dos Estados Unidos na Segunda Guerra Mundial. Depois que Zanuck voltou da Europa, os relacionamentos ficaram tensos.
Em 1943, ele deixou a Fox para formar a sua própria empresa, a International Pictures. Mais tarde, ele foi nomeado presidente e encarregado da produção do recém-fundido Universal-International. O estúdio foi adquirido pela Decca Records no final de 1951, e Goetz foi substituído por Edward Muhl em 1953. Depois de deixar a Universal, Goetz se tornou um produtor independente. Por Sayonara de 1957, ele foi indicado ao Oscar de Melhor Filme. Depois de assinar um contrato de seis filmes com a Columbia Pictures, Goetz produziu Me and the Colonel, They Came to Cordura, The Mountain Road, Song Without End e Cry for Happy.

## Vida pessoal

### Casamento e filhos
Em março de 1930, Goetz se casou com Edith Mayer (1905–1988), filha do chefe de estúdio da Metro-Goldwyn-Mayer, Louis B. Mayer - que a princípio não se entusiasmou com a ideia. O casal teve duas filhas, Judith e Barbara. Goetz e Mayer permaneceram casados até sua morte em 1969.
A cunhada de Goetz era a produtora teatral Irene Mayer Selznick. O cunhado de Goetz foi o produtor de cinema David O. Selznick, com quem Irene se casou de abril de 1930 a 1949.

### Política
Goetz era um democrata liberal e fez uma campanha entusiasmada por Adlai Stevenson II nas eleições presidenciais de 1952. Goetz irritou seu sogro do Partido Republicano, Louis B. Mayer, quando ele anunciou planos de organizar uma festa para Stevenson no Beverly Hills Hotel. Mayer ficou ainda mais irritado quando soube que a festa seria co-organizada pelo diretor de cinema Dore Schary, o homem com quem Mayer havia trabalhado (e frequentemente brigado com) na Metro-Goldwyn-Mayer e que substituiu Mayer como chefe de equipe na MGM em 1956. Embora Mayer adorasse sua filha Edith, ele teve um relacionamento difícil com Goetz. Esse episódio dificultou ainda mais o relacionamento deles, e Mayer nunca mais falou com o genro.

## Morte
Em 15 de agosto de 1969, Goetz morreu de câncer em sua casa em Holmby Hills, Los Angeles , aos 66 anos. Ele foi enterrado no cemitério Hillside Memorial Park, em Culver City, Califórnia.